# 자가경제
다음은 자가경제(自家經濟)에 관한 설명이다.
우리가 영위하는 경제생활의 최소단위는 가족이다. 가족에 있어서 경제생활은 두 부분으로 나눌 수가 있다. 가족의 주인인 가장은 직장에 근무하고 있으며, 그 가장이 받는 소득으로 식료품, 의복 기타의 소비재를 상점에서 구입하고 나아가서 소득의 일부를 은행에 예금하고 있을지도 모른다. 즉 가족 내의 생활의 일부는 유통경제에 의존하고 있으며, 이와 같이 가족 내에서는 생산적 활동을 하지는 않고 소비와 저축만이 행하여질 때에 이를 가계(家計)라고 한다. 현재의 우리들의 생활은 가계와 매우 가까운 것이기는 하지만 그렇다고 하여 가족 내에서 생산적 활동을 전혀 안 하는 것은 결코 아니며, 주부가 취사를 한다든지 또는 세탁을 하며 어떤 경우에는 채소밭을 가꾸어 가족이 소비하는 정도의 채소를 생산하는 것일 수도 있다. 가족 내의 경제생활에 있어서 이 부분은 그 가정의 경제계획에 따라 영위된다. 다시 말하면 가족 생활에서 다른 한 부분은 유통경제가 아니고 오히려 소규모인 중앙지도경제라 할 수 있는 영역에 속하는 것이다. 가족의 경제생활에 두 종류의 요소가 동시에 들어 있을 경우에 이를 가정(家政)이라 말한다.  과거의 역사에 등장하는 이른바 가족경제는 가정에 속하는 것이며, 자가경제란 이 가족경제의 한 순수형으로서 파악된다. 곧 자가경제는 전혀 유통경제에 의존하지 않는다. 가족의 장은 가족의 각 성원을 그의 경제계획에 입각하여 여러 가지 노동에 종사시킨다. 어떤 자는 양식의 생산에, 또 다른 자는 직물의 생산에라는 식이다. 그러나 여기에서는 생산되는 생산물은 가족 성원간에 교환되는 일이 없다. 오로지 생산물은 가족의 장에 의하여 가족의 각 성원에게 분배되고 가족 안에서 소비된다.  자가경제에 있어서는 이와 같은 생산, 분배, 소비의 모든 과정이 가족이라고 하는 소규모의 경제단위 안에서 완료되는 것이다. 독일 경제학자 발터 오이켄(Walter Eucken 1891  1950)은 이와 같은 경제체제를 ‘전체 중앙지도경제(全體中央指導經濟)’라는 명칭으로 불렀고 특히 자가경제와 같은 소규모의 것을 단순중앙경제(單純中央經濟)라 하였다.